# Frederic Porta
Frederic Porta Vila es un periodista español, nacido en Tarragona.

## Biografía
Comenzó a trabajar en el Diari de Tarragona y en Ràdio Popular de Reus. Posteriormente, ya instalado en Barcelona, presentó los deportes en los informativos de TVE Cataluña, mientras colaboraba en El Noticiero Universal y El Periódico de Catalunya. Vivió cuatro años en Madrid, donde también presentó los deportes en los Telediarios, dirigió el programa Teledeporte, retransmitió alguna Vuelta a España y cubrió Mundiales de fútbol y baloncesto.
Durante siete años, vivió en Estados Unidos. Después de un año, en 1988, en Phoenix fue corresponsal de El Periódico, trabajó seis años en Nueva York como corresponsal de TVE, El Periódico y, durante los últimos dos años, trabajó también en la cadena estadounidense americana de deportes ESPN (colaborando en las emisiones para Latinoamérica).
De vuelta a Barcelona, el año 1995 se encargó de la sección de política de El Periódico. El año siguiente dirigió y copresentó con Xavier Graset el programa de entretenimiento de TV3 Bonic vespre, emitido con un limitado éxito en la franja horaria de la tarde-noche. Ese mismo año Antena 3  logró retransmitir en directo por partidos de la liga de fútbol los lunes, siendo Frederic Porta quien inicialmente hizo de comentarista para A3 Catalunya.
Puso en marcha el portal futbolístico futvol.com, un proyecto económico importante que se agotó en 2003 por falta de renovación con la Federación española.
En 2003 fue contratado como Director de Información y Contenidos del Fórum Universal de las Culturas 2004 de Barcelona, actuando a veces de portavoz. En 2008 fue subdirector de Programas de Catalunya Ràdio, bajo la dirección de Oleguer Sarsanedas. Actualmente, es freelance dedicado a la asesoría de comunicación y, entre otras actividades también colabora en diversos medios como , por ejemplo, el diario deportivo en catalán El 9 Esportiu donde tiene una columna de opinión.

## Libros publicados
- Sempre guanyen els mateixos. S.l.: el autor, 2007. Recoge los artículos periodísticos publicados por el autor en el semanario El 9 entre 2002 y 2007.
- Kubala : l'heroi que va canviar la història del Barça. Barcelona: Salnonar, 2012
- Contes del Camp Vell. Tarragona: Arola, 2012
- De blues i grana : sis personatges tornen del passat. Barcelona: Saldonar, 2013